# Мале Насоново
Мале Насо́ново (рос. Малое Насоново) — присілок у складі Дмитровського міського округу Московської області, Росія.
До 2012 року присілок називався Насоново.

## Населення
Населення — 13 осіб (2010; 20 у 2002).
Національний склад (станом на 2002 рік):
- росіяни — 95 %